# Keno (futebolista)
Marcos da Silva França, conhecido como Keno (Salvador, 10 de setembro de 1989), é um futebolista brasileiro que atua como ponta-esquerda. Atualmente defende o Fluminense.

## Carreira

### América-SE
Foi revelado ao futebol profissional pelo América-SE em 2009.

### Botafogo-BA
Em 2012, fechou com o Botafogo-BA, no clube baiano teve destaque pela sua habilidade e extrema velocidade que o levou para disputar a Série C de 2013.

### Águia de Marabá
Pelo Águia de Marabá, foi o principal jogador do clube tanto na Série C como no Campeonato Paraense, chamou atenção por ser bastante ágil e levar para cima do adversário sendo dificilmente superado na velocidade, foi o artilheiro do time na temporada e o jogador que mais deu assistência pelo time.

### Paraná
A excelente temporada pelo Águia levou o jogador ao Paraná para disputar a Série B 2014, foi um dos destaques do Tricolor da Vila no ano, mas salários atrasados e crise fez com que o jogador saísse da equipe para acertar com o Santa Cruz.

### Santa Cruz
Onde viveu altos e baixos mas conquistou grande parte da torcida. Marcou seu primeiro gol na partida contra o Náutico no clássico das emoções, com um gol de placa, passando por 6 marcadores e mandando uma bomba no canto do goleiro, a partida terminou por 3 x 0 com um gol de Keno e dois de Wescley. Fez 3 gols na Série B (Gols marcados contra o Náutico, Oeste e Vila Nova) e fez várias assistências com suas jogadas pela lateral do campo, no início foi bastante criticado mas com o passar do tempo foi se tornando peça importante no time e se entrosou, sendo um dos primeiros em que a diretoria manifestou interesse em renovar para 2015.

### Atlas
No final de 2014, foi contratado pelo Atlas do México.

### Ponte Preta
Na Ponte, o atacante marcou apenas um gol, contra o Coritiba, partida válida pela Copa do Brasil, partida que marcou a eliminação da macaca nos pênaltis. Foi dos principais articuladores do time, fazendo dribles e jogadas criativas que resultavam em gol.

### Retorno ao Santa Cruz
No dia 30 de dezembro de 2015, é anunciada sua volta ao Santa Cruz. Fez seu primeiro gol em sua volta ao clube contra o Central, gol esse que foi o da vitória coral por 1x0. Na Semifinal da Copa do Nordeste de 2016, marcou um golaço ao final do primeiro tempo, levando o Santa ao empate. Na final, o Santa estava perdendo por 1x0 e graças a uma jogada originada por Keno o Santa Cruz conseguiu empatar e levar o título inédito da Copa do Nordeste.
Na volta do time pernambucano a série A marcou contra o Vitória que foi goleado por 4-1. Na goleada do Santa sobre o Cruzeiro por 4-1 no Arruda, marcou novamente e deu uma assistência. Contra o Internacional, marcou um belíssimo gol, acertou um lindo voleio no último lance do primeiro tempo, que ajudou a equipe coral vencer o Colorado por 1 a 0. Na Copa do Brasil marcou gol contra o Vasco, em partida que o Santa Cruz tinha vantagem mas acabou perdendo de 3-2 para o cruzmaltino. No clássico contra o Sport, marcou um golaço, mas o Santa perdeu de virada por 5-3 para o leão na Ilha do Retiro. Fez dois gols contra o Santos, e o segundo gol com assistência de Grafite, mas o Santa perdeu mais uma e a partida ficou 3-2. Em fase de artilheiro, fez gol contra o Figueirense, após cruzamento de Mazinho, acertou um bonito chute de primeira. Na sulamerica contra o independente medellin deu uma bela assistência para um dos 3 gols de Grafite mas mesmo assim foi eliminado da copa sul-americana num empate no agregado de 3-3. Contra o Corinthians marcou mais um, acertando um chute forte, sem chances para o goleiro Walter. Fez uma grande partida contra o Atlético Mineiro, marcando um golaço acertando o ângulo do goleiro, e dando assistência para o gol do lateral Vitor. A partida acabou empatada em 3-3.
Mesmo com o rebaixamento do Santa Cruz, Keno foi um dos grandes destaques do Brasileirão 2016, marcando 10 gols. Foi o ano em que mais fez gols em sua carreira. Em suas duas passagens pelo time coral, totalizou 22 gols em 86 partidas.

### Palmeiras
No final de 2016, após se destacar no elenco do Santa Cruz e ser um dos artilheiros do campeonato, Keno assinou contrato com o Palmeiras, válido por quatro anos.
No dia 8 de março, marcou o gol de empate na partida contra o Atlético Tucumán na Libertadores, e o jogo terminou empatado em 1-1 na estreia do Alviverde na competição, fora de casa. Novamente voltou ajudar a equipe no empate em 1-1 contra o Cruzeiro no Mineirão, pela Copa do Brasil. Acertou um chute de fora da área, mas não conseguiu evitar a eliminação do Palmeiras. No Brasileirão 2017 fez gol no clássico contra o São Paulo, acertou um chutaço da entrada da área, marcando o terceiro gol da vitória Palmeirense por 4-2.
Foi o melhor em campo na partida contra o Atlético Goianiense, pintou o sete na defesa adversária e deu duas assistências. Ajudando a vencer fora de casa por 3 a 1. Na rodada seguinte voltou a marcar gol, na vitória Palmeirense por 2 a 0 contra Ponte Preta.
Na partida contra o Botafogo, marcada pela despedida do ídolo Zé Roberto do futebol, Keno marcou um golaço acertando o ângulo do goleiro Gatito Fernández. O verdão venceu a partida por 2 a 0.

### Pyramids
No dia de 25 de junho de 2018, foi confirmada a venda de Keno para o clube egípcio Pyramids, por R$ 37 milhões. O clube alviverde ficou com 100% do valor.

### Al-Jazira
Em 6 de julho de 2019, Keno foi emprestado por uma temporada ao Al-Jazira, dos Emirados Árabes Unidos.

### Atlético Mineiro

#### 2020
Em 18 de junho de 2020, foi anunciada a transferência de Keno para o Atlético Mineiro. Marcou seu primeiro gol pelo clube no dia 26 de agosto, virando o placar nos acréscimos do segundo tempo na vitória por 2 a 1 sobre o Tombense, partida de ida da final do Campeonato Mineiro. Em 19 de setembro, anotou um hat-trick na vitória por 4 a 3 sobre o Atlético Goianiense, pelo Campeonato Brasileiro. Na semana seguinte, em 26 de setembro, o atacante repetiu o feito na vitória por 3 a 1 sobre o Grêmio, em jogo válido pela 12ª rodada do Brasileirão. O seu primeiro gol na partida foi também o de número 2000 do Atlético na história da competição.
Keno foi o artilheiro e líder de assistências do Atlético na temporada de 2020, com 11 gols marcados e dez passes para gol.

#### 2021
Em 2021, não começou bem a temporada, motivo pelo qual acabou perdendo espaço no time titular. Mas no decorrer da temporada foi dando a volta por cima, marcando o gol da vitória do Atlético-MG contra o Internacional, no Mineirão, pela 23ª rodada da Série A de 2021. O gol teve uma marca especial, sendo o milésimo do Galo na história do Brasileirão de pontos corridos. Também ajudou o time na semifinal da Copa do Brasil, garantindo a vaga na final, e foi o melhor da partida contra o Corinthians pela 31ª rodada do Brasileirão, onde contribuiu com um gol e uma assistência na vitória por 3 a 0. Keno foi o principal personagem do jogo da confirmação do título do Campeonato Brasileiro do Atlético, diante do Bahia em jogo atrasado da 32ª rodada; após estar perdendo por 2 a 0, a equipe alvinegra reagiu e virou o placar em um intervalo de cinco minutos: Hulk marcou o primeiro gol de pênalti e Keno os outros dois em chutes da entrada da área. Nos confrontos da final da Copa do Brasil, diante do Athletico Paranaense, Keno marcou um gol em cada jogo, ajudando o Galo a conquistar a tríplice coroa na temporada de 2021.

#### 2022
Keno marcou um gol na vitória de 3 a 0 contra o Caldense pela semifinal do Campeonato Mineiro.
Keno encerrou sua passagem no Galo, onde jogou três temporadas, com 125 jogos e 23 gols, com a conquista do Brasileirão 2021 e da Copa do Brasil 2021.

### Fluminense

#### 2023
No dia 21 de dezembro de 2022, Keno acertou com o Fluminense, assinando o contrato até dezembro de 2024 com possibilidade de extensão até 2025. Estreou com a camisa tricolor em 14 de janeiro de 2023, no jogo do Fluminense pelo Campeonato Carioca com vitória por 2 a 0 sobre o Resende, no qual entrou na etapa complementar.
Em sua primeira temporada pelo Fluminense, Keno obteve destaque, conseguindo manter a média de uma participação direta em gol a cada três jogos, sobressaindo-se sobretudo no quesito assistências, tendo dado 13 passes para gol de companheiros. No dia 04 de novembro de 2023, Keno deu as assistências para os gols de Germán Cano e John Kennedy na Final da Libertadores. O atleta sagrou-se campeão do torneio continental, terminando a competição com 05 assistências em 10 jogos, uma média de 01 assistência a cada 02 jogos.
Na final da Libertadores ocorrida em 4 de novembro, Keno foi muito participativo e incisivo durante todo o jogo, sendo um dos melhores da partida. Ainda foi fundamental na parte defensiva, ajudando Marcelo. O primeiro gol saiu de sua jogada pela direita, onde deu um passe perfeito para Germán Cano anotar. Já na prorrogação deu outra assistência para o gol de John Kennedy que fechou o placar em 2-1.

## Estatísticas
Atualizadas até 16 de agosto de 2025.[carece de fontes?]
Clubes
| Clube            | Temporada   | Campeonato nacional | Campeonato nacional | Campeonato nacional | Copa nacional[a] | Copa nacional[a] | Copa nacional[a] | Competições continentais[b] | Competições continentais[b] | Competições continentais[b] | Outros torneios[c] | Outros torneios[c] | Outros torneios[c] | Total | Total | Total   |
| Clube            | Temporada   | Jogos               | Gols                | Assist.             | Jogos            | Gols             | Assist.          | Jogos                       | Gols                        | Assist.                     | Jogos              | Gols               | Assist.            | Jogos | Gols  | Assist. |
| ---------------- | ----------- | ------------------- | ------------------- | ------------------- | ---------------- | ---------------- | ---------------- | --------------------------- | --------------------------- | --------------------------- | ------------------ | ------------------ | ------------------ | ----- | ----- | ------- |
| América-SE       | 2009 - 2012 | —                   | —                   | —                   | —                | —                | —                | —                           | —                           | —                           | 10                 | 2                  | 0                  | 10    | 2     | 0       |
| América-SE       | Total       | 0                   | 0                   | 0                   | 0                | 0                | 0                | 0                           | 0                           | 0                           | 10                 | 2                  | 0                  | 10    | 2     | 0       |
| Botafogo-BA      | 2013        | —                   | —                   | —                   | —                | —                | —                | —                           | —                           | —                           | 15                 | 4                  | 0                  | 15    | 4     | 0       |
| Botafogo-BA      | Total       | 0                   | 0                   | 0                   | 0                | 0                | 0                | 0                           | 0                           | 0                           | 15                 | 4                  | 0                  | 15    | 4     | 0       |
| Águia de Marabá  | 2013        | 20                  | 7                   | 0                   | —                | —                | —                | —                           | —                           | —                           | —                  | —                  | —                  | 20    | 7     | 0       |
| Águia de Marabá  | Total       | 20                  | 7                   | 0                   | 0                | 0                | 0                | 0                           | 0                           | 0                           | 0                  | 0                  | 0                  | 20    | 7     | 0       |
| Paraná           | 2014        | 4                   | 0                   | 0                   | 3                | 0                | 0                | —                           | —                           | —                           | 5                  | 1                  | 0                  | 12    | 1     | 0       |
| Paraná           | Total       | 4                   | 0                   | 0                   | 3                | 0                | 0                | 0                           | 0                           | 0                           | 5                  | 1                  | 0                  | 12    | 1     | 0       |
| Santa Cruz       | 2014        | 25                  | 3                   | 5                   | —                | —                | —                | —                           | —                           | —                           | —                  | —                  | —                  | 25    | 3     | 5       |
| Santa Cruz       | Total       | 25                  | 3                   | 5                   | 0                | 0                | 0                | 0                           | 0                           | 0                           | 0                  | 0                  | 0                  | 25    | 3     | 5       |
| Atlas            | 2014–15     | 9                   | 0                   | 2                   | —                | —                | —                | 5                           | 0                           | 0                           | —                  | —                  | —                  | 14    | 0     | 2       |
| Atlas            | Total       | 9                   | 0                   | 2                   | 0                | 0                | 0                | 5                           | 0                           | 0                           | 0                  | 0                  | 0                  | 14    | 0     | 2       |
| Ponte Preta      | 2015        | 12                  | 0                   | 0                   | 1                | 1                | 0                | 2                           | 0                           | 0                           | 0                  | 0                  | 0                  | 15    | 1     | 0       |
| Ponte Preta      | Total       | 12                  | 0                   | 0                   | 1                | 1                | 0                | 2                           | 0                           | 0                           | 0                  | 0                  | 0                  | 15    | 1     | 0       |
| Santa Cruz       | 2016        | 34                  | 10                  | 6                   | 2                | 1                | 0                | 3                           | 0                           | 2                           | 22                 | 7                  | 0                  | 61    | 18    | 8       |
| Santa Cruz       | Total       | 34                  | 10                  | 6                   | 2                | 1                | 0                | 3                           | 0                           | 2                           | 22                 | 7                  | 0                  | 61    | 18    | 8       |
| Palmeiras        | 2017        | 31                  | 8                   | 6                   | 3                | 1                | 0                | 7                           | 1                           | 0                           | 12                 | 1                  | 0                  | 53    | 11    | 6       |
| Palmeiras        | 2018        | 9                   | 1                   | 2                   | 2                | 1                | 0                | 3                           | 2                           | 1                           | 16                 | 4                  | 1                  | 30    | 8     | 4       |
| Palmeiras        | Total       | 40                  | 9                   | 8                   | 5                | 2                | 0                | 10                          | 3                           | 1                           | 28                 | 5                  | 1                  | 83    | 19    | 10      |
| Pyramids         | 2018–19     | 32                  | 8                   | 11                  | 1                | 2                | 0                | —                           | —                           | —                           | —                  | —                  | —                  | 33    | 10    | 11      |
| Pyramids         | Total       | 32                  | 8                   | 11                  | 1                | 2                | 0                | —                           | —                           | —                           | —                  | —                  | —                  | 33    | 10    | 11      |
| Al-Jazira        | 2019–20     | 12                  | 2                   | 1                   | 6                | 1                | 1                | —                           | —                           | —                           | —                  | —                  | —                  | 18    | 3     | 2       |
| Al-Jazira        | Total       | 12                  | 2                   | 1                   | 6                | 1                | 1                | —                           | —                           | —                           | —                  | —                  | —                  | 18    | 3     | 2       |
| Atlético Mineiro | 2020        | 33                  | 10                  | 9                   | —                | —                | —                | —                           | —                           | —                           | 5                  | 1                  | 1                  | 38    | 11    | 10      |
| Atlético Mineiro | 2021        | 24                  | 5                   | 5                   | 6                | 2                | 1                | 7                           | 1                           | 0                           | 7                  | 1                  | 1                  | 44    | 9     | 7       |
| Atlético Mineiro | 2022        | 13                  | 1                   | 1                   | 2                | 0                | 0                | 3                           | 0                           | 0                           | 9                  | 1                  | 0                  | 43    | 5     | 1       |
| Atlético Mineiro | Total       | 70                  | 16                  | 15                  | 8                | 2                | 1                | 10                          | 1                           | 0                           | 21                 | 3                  | 2                  | 125   | 25    | 18      |
| Fluminense       | 2023        | 24                  | 2                   | 4                   | 2                | 2                | 0                | 10                          | 0                           | 5                           | 17                 | 1                  | 4                  | 53    | 5     | 13      |
| Fluminense       | 2024        | 27                  | 1                   | 1                   | 3                | 1                | 1                | 6                           | 1                           | 1                           | 4                  | 1                  | 0                  | 40    | 4     | 3       |
| Fluminense       | 2025        | 9                   | 0                   | 2                   | 3                | 1                | 0                | 3                           | 1                           | 1                           | 12                 | 3                  | 1                  | 27    | 5     | 4       |
| Fluminense       | Total       | 60                  | 3                   | 7                   | 8                | 4                | 1                | 19                          | 2                           | 7                           | 33                 | 5                  | 5                  | 120   | 14    | 20      |

- a. ^ Jogos da Copa do Brasil, Copa do Egito e Copa Emirados
- b. ^ Jogos da Copa Libertadores e Copa Sul-Americana
- c. ^ Jogos do Campeonato Baiano - Segunda Divisão, Campeonato Paranaense, Copa do Nordeste, Campeonato Pernambucano, Campeonato Paulista, Campeonato Mineiro e Supercopa do Brasil

## Títulos
Santa Cruz
- Copa do Nordeste: 2016
- Campeonato Pernambucano: 2016
- Taça Chico Science: 2016

Palmeiras
- Campeonato Brasileiro: 2018

Al-Jazira
- Campeonato Emiradense: 2020-21

Atlético Mineiro
- Campeonato Brasileiro: 2021
- Copa do Brasil: 2021
- Supercopa do Brasil: 2022
- Campeonato Mineiro: 2020, 2021, 2022

Fluminense
- Taça Guanabara: 2023
- Campeonato Carioca: 2023
- Copa Libertadores da América: 2023
- Recopa Sul-Americana: 2024

## Prêmios individuais
- Seleção do Campeonato Pernambucano: 2016[26]
- Seleção da Copa do Nordeste: 2016[27]
- Revelação da Copa do Nordeste: 2016[28]

### Líder de assistências
- Campeonato Brasileiro: 2020 (9 assistências)[29]
- Copa Libertadores da América de 2023 (5 assistências)[30]